# Kendzsucu

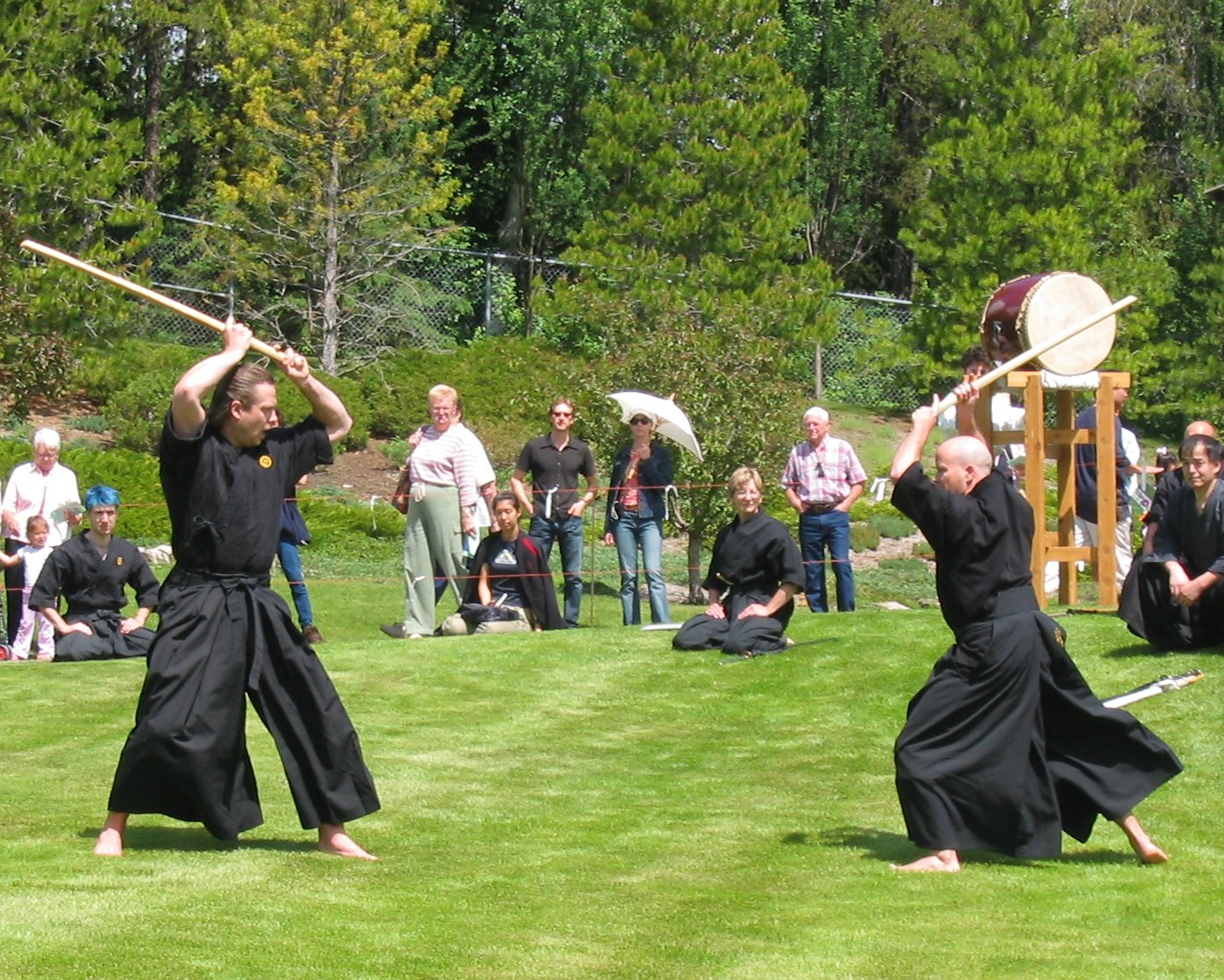

A kendzsucu (剣術 „kardtechnikák”) a japán kardvívás régi művészete. Közvetlenül a modern kendó ősének tekinthető. Fő különbség az edzés módszerében, eszközeiben és céljában található. A kendzsucu magában foglalja a tényleges, élet-halál jellegű vívást, és az erre való felkészülést is. A kendzsucut, pontosabban annak kötött formagyakorlatait, általában fakardokkal, ritkában éles acélkarddal, vagy bambusz sinai-val gyakorolták. A kendzsucu célja a tényleges, gyakorlatban használható vívótudás, és az azon keresztüli szellemi fejlődés elérése. Bár az előbbi szükségszerűsége, és a modern korban való használhatósága megkérdőjelezhető, a kendzsucutól azonban mégis elválaszthatatlan.

## Történet
Japánban a harcászat és a harci technikák oktatásának kezdetét a X. századra teszik a kutatók. A kardvívás – japánul kendzsucu – szervezett oktatása is ekkor jelent meg először. Elsősorban a katonák kasztjának tagjai kezdtek el foglalkozni vele, hiszen a leghatásosabb támadások és védekezések ismerete életük megmentését jelentette egy csatamezőn lezajlott összecsapásban. Ekkoriban még nem beszélhetünk kendzsucu-iskolákról és stílusokról, az összes, harctéri művészetet nagy közös edzőközpontokban gyakorolták, a földesurak birtokain. Ezt a képzpési módot, illetve az ekkor formálódó szamuráj szellemiséget (a későbbi Busidót) nevezték Kjuba no micsinek, azaz az "Íj és Ló útjának".
Később, ahogy kialakult a harctéri fegyverhasználat mellett a hétköznapi, "civil" fegyverviselés szokásjoga, kialakultak a speciálisan vívással foglalkozó iskolák is. A gyakorlásokat a legjobb kardvívók vezették, akik saját „titkos” stílusukat, vagy iskoláikat egy arra jellemző névvel illették. Ezek vagy az illető harcos nevét, egy családhoz tartozását, egy régebbi stílus nevének továbbvitelét, vagy vallási kötődést mutattak.
A japán kardvívás négy, úgynevezett tradicionális alapokon álló iskolára épült:
- Tensin Sóden Sintó-rjú Kendzsucu
- Csúdzsó-rjú Kendzsucu
- Kage-rjú Kendzsucu
- Nen-rjú Kendzsucu

A kardművészeteket általában két nagy területre osztják: az egyik a Szen-ha Kendzsucu, a karddal való alapvető kiképzésen alapszik, a másik pedig a Rju-ha Kendzsucu, ami a harcvezetés és a katonai stratégia magas magas szintű elsajátítását foglalja magában. A kard egyre többször a japán harcos szimbólumaként jelent meg, és elkezdődött a harcág mestereinek kitanítása, akik túl a harci formákon, ellenfelek ellen is kiálltak. A kendzsucu-iskolákat az eltérő állások és tartások (kamae) különböztették meg egymástól, miközben a rjú mesterei egyre több technikát és taktikát találtak föl.

## Oktatása
A kendzsucu gyakorlása során kezdetben vagy igazi kardot (kent), vagy pedig fából készült  gyakorlókardot (bokutót) alkalmaztak. A Maniva Nen rjú és a Sinkage rjú edzésein fukuro sinait alkalmaztak, a sérülések elkerülése érdekében. A Dzsikisin Kage-rju Kendzsucu az első rjúk egyike volt, amiben 1711 körül a sinaival való gyakorlást  mint kötelező tréningmódszert vezették be. Egyik mestere, Jamada Heizaemon először kezdett kísérletezni egy védőöltözettel (bógu), ami a  fejet és az alkart fedte. Követői összekötötték ezt a védőfelszerelést a sinai-geikóval, a Dzsikisin Kage-rjúban. Ez az edzésmód jelenti a mai kendó alapját.
A kendzsucuban kiemelt szerepe van a formagyakorlatoknak. Ezek nem csupán betanult, "üres" formák, hanem olyan gyakorlatok, mondhatni "mozgó tankönyvek", melyek magukban hordozzák az adott stílus tudásanyagát. A formagyakorlatok, japánul katák, olyan összetett mozdulatsorok, melyek változatos harci helyzeteket imitálva avatják be a gyakorlót a stílus technikáiba és szellemiségébe. A legtöbb kendzsucu iskolában különböző katák szolgálnak az alapok, vagy is a kihon betanítására (állások, lépés, támadások és védések, távolság érzékelés), illetve külön, magasabb szintű gyakorlatok a tényleges harci technikák elsajátítására, amik egyszerűen nem működnek a kihon-katák pontos ismerete nélkül.
A régi időkben, vagy is még a kendó kialakulása előtt, az iskolák mindössze néhány formagyakorlattal rendelkeztek, az edzések ezek vég nélküli ismétléséből álltak. Ahogy a tanítvány haladt előre, a folytonos és állandó ismétlést meg-meg szakították küzdelmek, általában a mesterrel, vagy valamely magasabb szintű tanítvánnyal, melyekből a mester leszűrte tanítványa felkészültségét. Idővel, amikor a stílus katáit a tanítvány teljesen és tökéletesen elsajátította, akkor a mester egy vizsgával (melyben fontos szerepe volt a küzdelemnek is) próbára tette a tanítványt, majd kiállított számára egy szintjének és tudásának megfelelő diplomát.
Ahogy azonban kialakult a kendóban is jól ismert védőfelszerelés, a kendzsucu oktatása is némiképp átalakult. A 19. századra a katák gyakorlása jól elkülönült a szabad küzdelemtől, s előbbi már csak a kezdőbb szintű tanítványok feladata volt, míg a szabad küzdelmet csak a magasabb, haladó szintű tanítványok űzték. Ez az alábbi módon nézhetett ki: a kezdő gyakorolók tanulták a klasszikus katákat, a haladóbbak már bóguban gyakorolták ugyan ezeket, amikor is teljes erővel kellett végrehajtaniuk a technikákat. Ennek legmagasabb szintje volt az, amikor a szemben álló tanítványok már a tanult technikákat egyre kötetlenebbül alkalmazhatták. Ez azt jelenti, hogy meghatározott támadásra kellett valamilyen szabadon választható, de korábban tanult megoldással válaszolniuk. A tanítványság legmagasabb szintje az volt, amikor már mind a támadások, mind a védekezések és ellentámadások is teljesen szabadon választottak és végrehajtottak voltak, vagy is elérkeztünk a tényleges szabad küzdelemhez.

### Modern oktatás
A kendó 19. századi kialakulása és a modernizálódó Japánban való egyre gyorsabb térnyerése (a modern idők kihívásaival karöltve), fokozatosan háttérbe szorították a kendzsucut. Az Edo-kor végének mint egy 5-700 kendzsucu iskolája az 1940-es évekre 20-30 darabra csökkent. A háborús vereség, és a harci művészetek (átmeneti) betiltása tovább gyengítette ezt a fajta művészetet, s mára csupán néhány ősi iskola maradt fenn. Ennek a tendenciának megfelelően alakult a kendzsucu oktatási irányvonala is az egyes iskolákban. A cél az iskolák túlélése lett, a küzdelmek teljesen háttérbe szorultak. A legtöbb kendzsucu iskolában szinte csak is a formagyakorlatokat (mint az adott iskolák "lényegét", "magját") gyakorolták, a szabad küzdelmet, hogy az ne veszélyeztesse az eredeti tanítások fennmaradását, teljesen kivették a tananyagból. Ugyanakkor elkezdtek egyes formagyakorlatok az adott stílusokon kívül is terjedni, sok karate, aikido vagy kendó edzésen látni kendzsucu iskolák egy-egy gyakorlatát.
Ez az "irány" egészen a mai napig tart, bár egyes mesterek már elkezdték felismerni ennek hibáit is. Mivel a gyakorlatok csupán felkészítettek a tényleges küzdelemre, annak nem-gyakorlása pont a formák egyik fontos elemét vette ki, s alakította át a gyakorlatokat üres "bábbá". Ezek után, néhány éve kezdték el egyes iskolákban újra bevezetni a boguban való gyakorlást, méghozzá a 19. századi metódus szerint. Ezzel újra "tartalommal", "élettel" telt meg a kendzsucu.
Emellett a kendzsucuban is áttértek a kjú és dan fokozatok szerinti rendszerre, mellyel valamelyest egységesítették az iskolákat, s az egyes iskolák mesterei és gyakorlói számára felmérhetővé váltak egymás képességei - szemben a korábbi rendszerrel, ahol minden iskola magának állapította meg a fokozatait.

## Kendzsucu-stílusok hazánkban
- Tensin sóden katori sintó-rjú (tradicionális)
- Kasima sinden dzsikisin kage-rjú (tradicionális)
- Niten icsi-rjú (tradicionális)
- Sicsi no hosi kendzsucu-rjú (modern)
- Hokusin ittó-rjú (tradicionális)
- Muszó dzsikiden eisin-rjú (tradicionális)
- Sinkendó (modern)
- Nitó dzsucu szeisin-rjú (modern)